# Eleanor Holthaus
Eleanor Joyce Holthaus (* 5. April 2000 in Cold Spring) ist eine US-amerikanische Volleyballspielerin.

## Karriere
Holthaus begann ihre Karriere an der Rocori High School. Von 2018 bis 2022 studierte sie an der Iowa State University und spielte in der Universitätsmannschaft Cyclones. Nach ihrem Studium war sie zunächst in Puerto Rico bei Leonas de Ponce. 2023 wurde die Außenangreiferin vom deutschen Bundesligisten VfB 91 Suhl verpflichtet. Mit Suhl kam sie im DVV-Pokal 2023/24 und in den Bundesliga-Playoffs jeweils ins Viertelfinale.  2024 wechselte sie zum Ligakonkurrenten SC Potsdam.